# Cour-sur-Loire
Cour-sur-Loire település Franciaországban, Loir-et-Cher megyében. Lakosainak száma 252 fő (2022. január 1.). Cour-sur-Loire Menars, Montlivault, Mulsans, Saint-Claude-de-Diray, Suèvres és Villerbon községekkel határos.

## Népesség
A település népességének változása:
| Lakosok száma | 240  | 293  | 289  | 286  | 284  | 282  | 266  | 253  | 249  | 252  |
|               | 1968 | 1982 | 1990 | 2006 | 2013 | 2015 | 2017 | 2019 | 2020 | 2022 |